# Winnie Byanyima

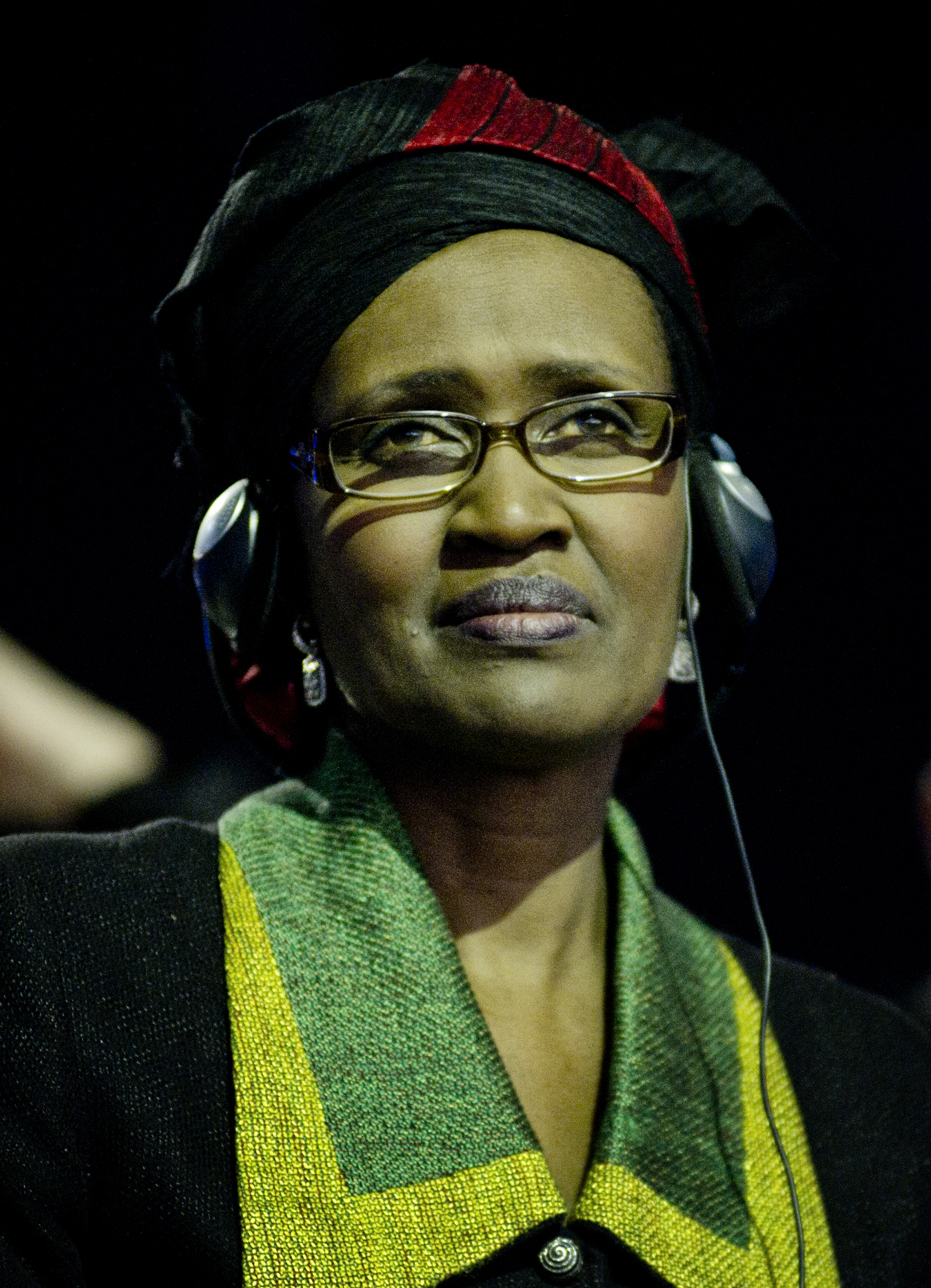
Winnie Byanyima (2015)

Winnie Byanyima (anhörenⓘ * 13. Januar 1957 oder 1959 in Mbarara) ist eine ugandische Luftfahrttechnik-Ingenieurin, Frauenrechtlerin und Politikerin.

## Leben
Ihr Vater Boniface Byanyima war Parlamentsabgeordneter und Vorsitzender der Democratic Party. Nach ihrem Studium der Luftfahrttechnik in Großbritannien arbeitete sie bis zum Beginn des Aufstands gegen den autokratisch regierenden Präsidenten Milton Obote bei der Flugzeuggesellschaft Uganda Airlines. Den Anführer des Aufstands, Yoweri Museveni, einer ihrer Jugendfreunde, begleitete sie in den Busch, später kritisierte sie als oppositionelle Abgeordnete auch ihn wegen ebenfalls autokratischer Tendenzen, nachdem er 1986 zum Präsidenten Ugandas geworden war.
Ihr Mann Kizza Besigye, Vorsitzender des Forum for Democratic Change (FDC), wurde als politischer Gegner und Konkurrent Musevenis mehrfach verhaftet.
Von 2004 bis 2006 arbeitete sie für die Afrikanische Union. Dort setzte sie sich dafür ein, Verwaltung und Gleichberechtigung in der Institution durch Programme zu Geschlechtergerechtigkeit und -bewusstsein („Gender“) und Entwicklung zu verbessern. 2006 betrat sie als Direktorin des „Gender-Teams“ des Entwicklungsprogramms der Vereinten Nationen (UNEP) die internationale Bühne. Dieses beschäftigt sich mit Entwicklung, Klimawandel und Wirtschaftspolitik unter geschlechtsspezifischen Blickwinkeln. Sie war Mitbegründerin eines 60-köpfigen „Global Gender und Klima-Bündnis der Zivilgesellschaft“ sowie weiterer bi- und multilateraler Organisationen. Darüber hinaus hatte sie den Vorsitz einer UN-weiten Arbeitsgruppe zu Gender-Aspekten der Millenniums-Entwicklungsziele und des Klimawandels. Sie ist Mitglied im Netzwerk International Gender Champions, welches sich für eine Geschlechtergerechtigkeit auch in internationalen Organisationen einsetzt.
2013 wurde sie zur Exekutivdirektorin („Geschäftsführerin“) der internationalen unabhängigen Nichtregierungs-, Entwicklungs- und Katastrophenschutzhilfe-Organisation Oxfam berufen. Als solche war sie 2015 mit fünf weiteren Personen Co-Direktorin des 45. Weltwirtschaftsforums in Davos.
Am 1. November 2019 löste Winnie Bayanyima den bisherigen Exekutivdirektor von UNAIDS Michel Sidibé ab.
Im Februar 2024 warnte sie vor einem von christlichen, muslimischen und anderen religiösen Gemeinschaften sowie von traditionellen Führern unterstützten Gesetzesentwurf in Ghana, mit dem die Rechte von LGBTQ-Personen massiv einschränkt werden sollen, da sie befürchte, dass dadurch der Zugang zu lebensrettenden Diensten behindert, der soziale Schutz untergraben und der Entwicklungserfolg Ghanas gefährdet werden würde.

## Ehrungen
- 2020 Nennung als eine der 50 mächtigsten Frauen Afrikas durch das Magazin Forbes[5]
- 2021 Nennung in der Nature’s-10-Liste als eine der zehn Personen, welche die Wissenschaft in diesem Jahr geprägt haben, durch die Fachzeitschrift Nature[6]